# Lieli (Adelsgeschlecht)
Die Herren von Lieli (auch Liele, Liel oder Liela) waren ein Ministerialengeschlecht im Gefolge der Grafen von Kyburg, später der Grafen von Habsburg. Ihr Stammsitz war die gleichnamige Burg Lieli, heute nach der Bauform des verfallenen Palasgebäudes „Nünegg“ (Neun-Eck) genannt, im gleichnamigen Dorf Lieli, das zur heutigen Gemeinde Hohenrain gehört. Fünf Generationen aus dem 13. und 14. Jahrhundert sind bekannt.

## Geschichte
Die Herren von Lieli gehörten vermutlich zwar früher dem Freiherrenstand an, erscheinen jedoch ab der ersten Nennung im Jahr 1223 als Vasallen der Grafen von Kyburg. Ihnen gehörte der Stammsitz als Eigen (Allod), dazu die niedere Gerichtsbarkeit von Lieli, Sulz und Mosen. Weiter gehörte ihnen Streubesitz im Seetal und im Freiamt, dazu die kyburgische Lehensfischenz am Hallwilersee und habsburgische Pfandeinkünfte. Sie förderten die Deutschritterkommende von Hitzkirch und die Johanniterkommende von Hohenrain mit Vergabungen; mehrere aus der Familie traten in die beiden Ritterhäuser ein.
Vermutlich in Folge einer Güterteilung bauten sie als Lehen der Kyburger die Burg „untere Lieli“, wegen ihrer Nähe zum ebenfalls kyburgischen Städtchen Richensee auch „obere Burg Richensee“ genannt.
Der letzte männliche Vertreter starb vor 1357, die letzte weibliche Vertreterin vor 1400. Die beiden Herrschaftsteile gelangten an die beiden verschwägerten Familien: Lieli an die Freiherren von Schönau, die untere Lieli an die Herren von Grünenberg. Beide Burgen wurden um 1386 im Zusammenhang mit der Schlacht bei Sempach zerstört. Weil die untere Lieli von Hemman I. von Grünenberg wieder aufgebaut wurde, erhielt sie dessen Namen „Grünenberg“, den die Anlage bis heute auch als Ruine behalten hat. Die Schönau verkauften ihren Teil 1431, die Grünenberg den anderen Teil 1437 an die Herrschaft Heidegg.

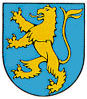
Wappen des Dorfes Lieli LU.

## Wappen
Blasonierung: In Blau ein steigender goldener Löwe.
Das Wappen der Herren von Lieli wurde von der 2006 aufgehobenen Gemeinde Lieli verwendet.

## Stammliste
- Hartmann I. (erwähnt 1230), Ritter
  - Walther I. (erwähnt 1223; gestorben vor 1262), Ritter ⚭ vor 1242 Richenza (gestorben vor 1262)
    - Walther II. (erwähnt von 1246 bis 1297), Kastlan von Thun, Ritter
    - Hartmann II. (erwähnt von 1246 bis 1262)
    - Anna I. (erwähnt von 1246 bis 1331) ⚭ 1) vor 1256 Johans von Bonstetten (erwähnt 1256; gestorben vor 1279), Freiherr; ⚭ 2) Hartmann von Rued (erwähnt 1279; gestorben 1302), Ritter
    - Elisabeth I. (gestorben vor 1246) ⚭ Hartmann II. von Baldegg
    - Johannes I. (erwähnt von 1262 bis 1301), Leutpriester in Wichtrach, Chorherr in Beromünster
    - Markwart I. (erwähnt von 1262 bis 1314), Ritter ⚭ Alisa (erwähnt 1304)
      - Markwart II. (erwähnt 1304)
      - Walther III. (erwähnt von 1304 bis vor 1357), Ritter
        - Anna II. (stirbt vor 1400), Erbin der Unteren Lieli ⚭ Hemmann I. von Grünenberg (erwähnt 1341, stirbt 1421)

      - Johans II. (erwähnt von 1320 bis vor 1357) ⚭ Verena von Hallwyl
        - Elisabeth III. (erwähnt 1364), Erbin der Herrschaft Lieli ⚭ Rudolf III. von Schönau, genannt Hürus (erwähnt von 1364 bis 1388)

      - Richa ⚭ Johann I. von Trostberg
      - Hiltbold (erwähnt 1315)
      - Elisabeth II. ⚭ Wernher von Hunwyl (erwähnt von 1300 bis 1328)

  - Wernher (erwähnt 1230; gestorben vor 1256) ⚭ Anna (gestorben vor 1256)